# Hope (film 2019)
Hope (Håp) è un film del 2019 diretto da Maria Sødahl.
Il film è stato selezionato per rappresentare la Norvegia ai Premi Oscar 2021, entrando nella shortlist.

## Trama
La vita di Anja viene sconvolta quando apprende il giorno prima di Natale di avere un cancro terminale.

## Distribuzione
Il film esce nelle sale cinematografiche italiane il 12 maggio 2022.